# Valentina Matviejenko

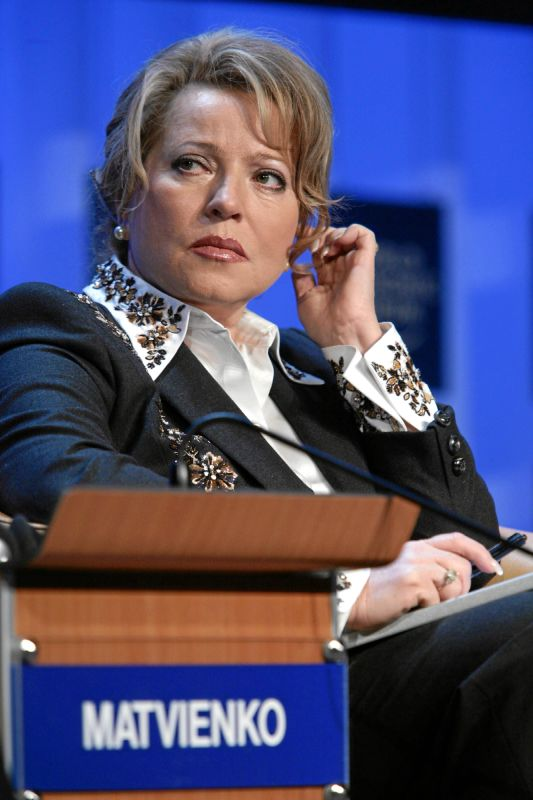

Valentina Ivanovna Matviejenko (Russisch: Валентина Ивановна Матвиенко) (Sjepetivka (oblast Chmelnytsky), 7 april 1949) is een Russisch politicus. Ze was burgemeester van Sint-Petersburg van 2003 tot 2011 en is sinds 2011 voorzitter van de Federatieraad.
Valentina Matviejenko werd gedecoreerd met het Ereteken van de Sovjet-Unie.
In februari 2022 werd Matviejenko toegevoegd aan de sanctielijst van de Europese Unie omdat zij "verantwoordelijk is voor het actief ondersteunen en uitvoeren van acties en beleid die de territoriale integriteit, soevereiniteit en onafhankelijkheid van Oekraïne ondermijnen en bedreigen, evenals de stabiliteit en veiligheid in Oekraïne".